# Střední odborná škola civilního letectví
Střední odborná škola civilního letectví, Praha-Ruzyně je veřejná střední škola sídlící v městské části Praha 6 na Ruzyni v blízkosti Letiště Václava Havla. Škola nabízí úplné střední odborné vzdělání s maturitou. Současná Střední odborná škola civilního letectví byla založena v roce 1953 jako závodní škola práce spadající pod tehdejší Československé aerolinie. V průběhu let se transformovala na Střední odborné učiliště dopravní, jehož nástupnickou organizací je od roku 2006 škola vystupující již pod dnešním názvem.

## Studium
Škola nabízí 3 obory zakončené maturitní zkouškou.

### Letecký mechanik
Obsah učiva oboru Letecký mechanik je každoročně aktualizován podle změn letadlového parku našich sociálních partnerů a je v souladu s předpisy JAR 66. Část předmětů vyučují odborníci z letiště, kteří přenášejí do výuky nejnovější poznatky z praxe. Odborný výcvik probíhá od 3. ročníku na letadlové technice školy L-29 Delfín, Zlín 142 a Skyleader 400. Od 4. ročníku také na vybraných pracovištích údržby a oprav letadel.

### Mechanik elektrotechnik (ŠVP Avionik)
Zaměření tohoto studijního oboru studentům umožní zvládnout základní prvky avionické výbavy letadla, zahrnující komunikační a radiové vybavení, sofistikované letecké přístroje a digitální technologie a zařízení především využívané k přenosu dat. Výsledná úroveň jejich znalostí a praktických dovedností plně vyhovuje standardům daných mezinárodními předpisy (JAR147/PART66).

### Ekonomika a podnikání (ŠVP Obchodně provozní pracovník civilního letectví)
Zaměření tohoto oboru klade vysoké nároky na praktické dovednosti v oblasti odbavování cestujících, vystavovaní a prodeji letenek, prací s cestovními doklady, dále přepravou zboží v letecké dopravě a odbavením letadel na letišti. Předmět praxe je od druhého ročníku zajištěn na letištních pracovištích za živého provozu a na dalších pracovištích týkajících se cestovního ruchu.